# 遠山詠一
遠山 詠一（とおやま えいいち、1932年(昭和7年)7月14日 - 2024年（令和6年）11月16日、本名：遠山 榮一）は、昭和から平成の吹奏楽指導者、日本吹奏楽指導者協会会長、日本高等学校吹奏楽連盟理事長、浜松市吹奏楽連盟理事長を務めた。

## 経歴
1932年(昭和7年)7月14日樺太庁本斗町に生まれる。5歳の時に家族と父親の故郷である小樽市に移る。北海道小樽水産高等学校時代はハーモニカに取り組み、1950年(昭和25年)と1951年(昭和26年)の2年連続で全道ハーモニカ独奏コンクールに出場し優勝するとともに、2年連続で全日本学生ハーモニカ競演会東日本大会(主催:全日本学生ハーモニカ連盟協会)に出場した。1952年(昭和27年)4月、神奈川大学法経学部経済学科に入学、太平洋戦争の影響で活動を休止していた神奈川大学吹奏楽部を再結成し学生指揮者を務めた。1956年(昭和31年)３月、卒業。
社会科教諭として藤嶺学園女子中高等学校(現鵠沼高等学校)(1956年(昭和31年)9月-1957年(昭和32年)3月)、浜松海の星高等学校(現浜松聖星高等学校)(1957年(昭和32年)4月-1964年（昭和39年）3月)、静岡県立浜松工業高等学校(1964年（昭和39年）4月-1983年（昭和58年）3月)、静岡県立浜松商業高等学校(1983年（昭和58年）4月-1993年(平成5年)3月)に奉職。
浜松海の星高等学校では、1959年(昭和34年)に器楽部を創設し、1963年(昭和38年)に第2回NHK全国学校音楽コンクール合奏の部(全国学校器楽合奏コンクール)(現日本学校合奏コンクール)東日本大会出場に導いた。静岡県立浜松工業高等学校では、吹奏楽部をNHK全国学校音楽コンクール合奏の部(全国学校器楽合奏コンクール)(1968年(昭和43年)からは全国学校合奏コンクールに改称)全国大会に12回出場、全日本吹奏楽コンクール全国大会に12回出場に導いた。静岡県立浜松商業高等学校では、吹奏楽部を全日本吹奏楽コンクール全国大会に9回出場に導いた。
教職を退いた後は、浜松市文化振興部音楽振興課指導講師として市内の学校吹奏楽部や浜松市消防音楽隊の指導にあたった。
また、日本高等学校吹奏楽連盟の前身である全日本高等学校吹奏楽指導者協会の中心人物として、静岡県内で合宿を行う「高校生を対象とした吹奏楽講習会」、「全日本高等学校選抜吹奏楽大会」の開催に尽力。演奏を通しての国際親善交流を積極的に行い、1973年（昭和48年）4月にアメリカ吹奏楽指導者協会の招待によりアメリカとメキシコにおいて静岡県立浜松工業高等学校吹奏楽団を率いて演奏旅行を行った。1974年(昭和49年)3月にアメリカのホノルルで開催された第1回JBA-ABA合同会議、1976年(昭和51年)6-7月にアメリカのフィラデルフィアで開催されたアメリカ建国200年祭、1980年(昭和55年)3月にアメリカのアリゾナで開催された第2回JBA-ABA合同会議、1981年（昭和56年）6月20日にイギリスのマンチェスターで開催された世界吹奏楽協会（WASBE）の設立総会ほかにおいて、全日本高等学校選抜吹奏楽団の指揮者を務めた。1978年(昭和53年)7月、静岡県ユース吹奏楽団(静岡県中学高校選抜吹奏楽団)の指揮者を務め、オランダの第8回ケルクラーデ世界音楽コンクール(WMC)1978 の吹奏楽第2部門に出場し、金賞(第1位)に導いた。
その後も国際交流事業として、世界各国で開催された世界吹奏楽協会（WASBE）主催の世界吹奏楽大会で全日本高等学校選抜吹奏楽団や浜松市民合同吹奏楽団、天方産業吹奏楽団の指揮者を務めた。1987年(昭和62年)アメリカのノックスヴィルで開催された第4回JBA-ABA合同会議でアメリカ海兵隊軍楽隊の客演指揮者、1994年（平成6年）アメリカのハワイで開催された第6回JBA-ABA合同会議でサンディエゴ市民吹奏楽団の客演指揮者を務めた。また日本高等学校吹奏楽連盟の全日本特別選抜吹奏楽団を率いて世界各国での演奏で指揮者を務めた。浜松市と連携して国際的な吹奏楽大会の招致を積極的に行い、1994年（平成6年）7月にアジア・太平洋吹奏楽指導者協会大会、1995年（平成7年）7月に世界吹奏楽協会（WASBE）の世界吹奏楽大会を招致した。1995年（平成7年）世界吹奏楽協会（WASBE）の世界吹奏楽大会と2018年（平成30年）7月アジア・太平洋吹奏楽指導者協会大会では実行委員長を務めた。2024年（令和6年）11月16日逝去。92歳没。

## 略歴
- 浜松市吹奏楽連盟理事長
- 2006年（平成18年） - 2010年（平成22年） 日本吹奏楽指導者協会（JBA） 第11代会長
- 2024年（令和6年） アジア・太平洋吹奏楽指導者協会 名誉会員
- 日本高等学校吹奏楽連盟 理事長
- 2024年（令和6年） 日本高等学校吹奏楽連盟 最高顧問

## 受賞歴
- 1974年（昭和49年）10月1日 - 中日教育賞（中日新聞社）、静岡県教育委員会表彰(静岡県教育委員会)[注 3]
- 1979年 (昭和54年)1月14日 - 静岡県吹奏楽連盟表彰(静岡県吹奏楽連盟)
- 1986年（昭和61年） - 全日本吹奏楽コンクール永年出場指揮者（全日本吹奏楽連盟）
- 1988年（昭和63年） - 静岡県教育委員会表彰(静岡県教育委員会)
- 1989年（平成元年）1月21日 - 谷口賞（浜松ユネスコ協会）[11]、11月1日 - 浜松市教育文化奨励賞（浜松市）[12]、静岡県教育委員会表彰(静岡県教育委員会)
- 2012年（平成24年） - 浜松市市勢功労者（浜松市）[13]
- 2015年（平成27年）11月2日 - 社会教育功労者（文部科学大臣）[14]
- 2018年（平成30年）5月11日 - 旭日双光章社会教育功労（内閣府）[15]

## 著書
- 『ハーモニカひとつから世界へ羽ばたく』出版のススメ研究会、2016年。[16]

## 録音
- CD『レジェンダリーIV「静岡県立浜松工業高等学校吹奏楽部」』[17]
- CD『レジェンダリー《リターンズ》 高等学校1』[18]
- CD『20世紀の全国大会名演集「エターナリー 3」木挽歌／前橋商業高等学校』[19]
- CD『第9回世界吹奏楽大会 1999 - カリフォルニア州サンルイスオビスポ（天方産業吹奏楽団）』[20]